# Christoph Willms
Pour les articles homonymes, voir Willms.
Christoph Willms, né le 13 mars 1948 à Wanne-Eickel (Allemagne) et mort le 22 novembre 2015 à Groß-Gerau (Allemagne), est un archéologue allemand, spécialiste de la préhistoire et de l'archéométallurgie.

## Biographie
Christoph Willms a étudié la préhistoire, la protohistoire et l’ethnologie à l’université Wilhelm de Münster (Westphalie). En 1978, il soutient sa thèse portant sur la culture néolithique de Michelsberg et le commerce du silex, dirigée par Karl Josef Narr.
Après son doctorat, il travaille au sein du Service archéologique du canton de Berne (Suisse) entre 1978 et 1979, puis est assistant au séminaire de Préhistoire et Protohistoire de l’Université Goethe à Francfort-sur-le-Main (1981-1986), au Musée archéologique de Francfort (1988-1990 et 1998-2000) ainsi que pour le projet de recherche « Archäometallurgie » de l’université Wilhelm de Münster et du musée Westphalien d’archéologie (de). En collaboration avec Albrecht Jockenhövel, il écrit de nombreux articles et le rapport final du « Projet Dietzhölztal » sur la production du fer à l’époque médiévale à la confluence des rivières Dill et Lahn (Land de Hesse).
À partir de 2001, Christoph Willms a pris la direction du département de Préhistoire du Musée archéologique de Francfort-sur-le-Main. Il y a conçu en 2002, entre autres choses, l’exposition temporaire intitulée « Der Keltenfürst aus Frankfurt. Macht und Totenkult um 700 v. Chr. ».
Bien que retraité en 2013, Christoph Willms a continué de travailler dans les archives du Musée archéologique afin de dégager une vision d’ensemble des collections préhistoriques. Son travail a été publié de manière posthume en 2021.

## Publications (sélection)

### Monographies
- Die Felsgesteinartefakte der Cortaillod-Schichten, Die neolithischen Ufersiedlungen von Twann Bd. 9, Paul Haupt, Berne, 1980.
- Zwei Fundplätze der Michelsberger Kultur aus dem westlichen Münsterland, gleichzeitig ein Beitrag zum neolithischen Silexhandel in Mitteleuropa. Dissertation. Münstersche Beiträge zur Ur- und Frühgeschichte 12, Verlag August Lax, Hildesheim, 1982 (Thèse de doctorat de 1978).
- Veränderungen der Umwelt durch den Menschen – Vom Neolithikum bis zur Antike, 6. Studienbrief des Projektes Biologische Evolution des Menschen des Deutschen Instituts für Fortbildung (DIFF), Tübingue, 1989 (Erprobungsfassung, ungedruckt).
- Mensch und Natur in der Jungsteinzeit: Über die Eingriffe des Menschen in seine Umwelt in der Zeit von 5.600 bis 2.400 v.Chr., Begleitbuch zur gleichnamigen Tastausstellung im Maulwurfsbau, Stadt Frankfurt am Main, Francfort-sur-le-Main, 1991.
- Der Keltenfürst aus Frankfurt, Macht und Totenkult um 700 v. Chr., Archäologisches Museum, Francfort-sur-le-Main, 2002.
- Das Dietzhölzetal-Projekt. Archäometallurgische Untersuchungen zur Geschichte und Struktur der mittelalterlichen Eisengewinnung im Lahn-Dill-Gebiet (Hessen), (Münstersche Beiträge zur Ur- und Frühgeschichtlichen Archäologie 1), VML Verlag Marie Leidorf, Rahden, 2005 (avec Albrecht Jockenhövel).
- Frankfurts Archäologie. Steinzeit, Archäologisches Museum, Francfort-sur-le-Main, 2006.
- Frankfurts Archäologie. Metallzeiten, Archäologisches Museum, Francfort-sur-le-Main, 2010.
- Prähistorische Grabfunde aus Frankfurt am Main. Eine Bestandsaufnahme von den Anfängen bis zum Zweiten Weltkrieg, Schnell & Steiner, Ratisbonne, 2021

### Articles scientifiques
- Die chronologische Fixierung der Flachen Hammeräxte aus südlicher Sicht, in Jahrbuch der Schweizerischen Gesellschaft für Ur- und Frühgschichte, 65, 1982, 7 ff.
- Obsidian im Neolithikum und Äneolithikum Europas, Ein Überblick, in Germania, 61.2, 1983, 327 ff.
- Neolithischer Spondylusschmuck: Hundert Jahre Forschung, in Germania 63, 1985, 331–343.
- Getreide im europäischen Frühneolithikum, in Saeculum, 42.1, 1991, 104 ff.
- Homo sapiens sapiens – ein ausrottendes Lebewesen von Beginn an? Zum Mensch-Umwelt-Verhältnis in vorchristlicher Zeit, in Plattform, 1, 1992, 45 ff (avec Albrecht Jockenhövel).
- Archäologie ohne Ausgrabung, Zu den Möglichkeiten und Grenzen von prospektionsmethoden, in Der Märker, 42.4, 1993, 177-181.
- Ausgrabungen auf einer frühen „Massenhütte“ im oberen Wippertal, in Archäologie im Rheinland, 1994 (1995), 132-135.
- Struktur und Organisation der Verhüttung im Dill/Dietzhölze-Revier, in JOCKENHÖVEL, Albrecht (Hrsg.), Bergbau, Verhüttung und Waldnutzung im Mittelalter, Auswirkungen auf Mensch und Umwelt, Beihefte VSGW 121, Franz Steiner Verlag, 1996, 30-50.
- Frühindustrielle Landschaften im Dillenburger Gebiet und im Märkischen Sauerland, in Siedlungforschung, Archäologie-Geschichte-Geographie, 16, 1998 (1999), 339-362.
- Forschungsgrabungen zur Eisengewinnung im Märkischen Sauerland 1994-96 (sous presse).
- Löwe, Elch und Schildkröte: kein jungsteinzeitliches Märchen, in ECKERT, Jörg, EISENHAUER, Ursula und ZIMMERMAN, Andrea (Hrsg.), Archäologische Perspektiven, Analysen und Interpretationen im Wandel, Festschrift für Jens Lüning zum 56. Geburtstag, Internationale Archäologie 20, VML Verlag Marie Leidorf, 2003, 181-194.
- Tradition and Innovation: Early Blast Furnaces in Central Europe between the Early and Late Middle Ages, in NICODEMI, Walter und MAPELLI, Carlo (Hrsg.), The Civilisation of Iron: from Prehistory to the Third Millenium, Milan, Olivares, 2004, 197-208 (avec Albrecht Jockenhövel).
- Vor 100 Jahren ausgegraben – ein Späturnenfeldzeitliches „Steinpackungsgrab”  vom Frankfurter Osthafen, in Hessen-Archäologie, 2008, 50-53.
- Nochmals zur Frankfurter Osthafen-Grabung von 1909 - Urnengrab A33, in Hessen-Archäologie, 2009, 54-57.
- Eine späturnenfelderzeitliche „Großkopfnadel“ aus dem Archäologischen Museum Frankfurt, Hessen-Archäologie, 2010, 35-37.
- Kierspe-Fernhagen (Märkischer Kreis), Verhüttungsplatz Nr. 11 in JOCKENHÖVEL, Albrecht (Hrsg.), Mittelalterliche Eisengewinnung im Märkischen Sauerland: Archäometallurgische Untersuchungen zu den Anfängen der Hochofentechnologie in Europa, Münstersche Beiträge zur Ur- und Frühgeschichtlichen Archäologie 7, VML Verlag Marie Leidorf, Rahden 2013, 21-56.
- Kierspe-Fernhagen (Märkischer Kreis), Verhüttungsplatz Nr. 72, Ibidem, 67-89.
- Das Steinkistengrab von Bad Nauheim, Stand der Auswertung im Jahre 2015, in FASOLD, Peter, GIEMSCH, Liane, OTTENDORF, Kim und WINGER, Daniel (Hrsg.), Forschungen in Franconofurd, Festschrift für Egon Wamers zum 65. Geburtstag, Schnell + Steiner, Ratisbonne, 2017, 55-75.

### Recensions
Christoph Willms a écrit de nombreuses recensions dans plusieurs revues (Zeitschrift für Altertumskunde und Kunstgeschichte, Germania, Nassauische Annalen et Geschichte in Wissenschaft und Unterricht).